# 闽粤千里光
闽粤千里光（学名：Senecio stauntonii）为菊科千里光属的植物，是中国的特有植物。分布在中国大陆的广西、广东、湖南等地，生长于海拔600米的地区，多生在石灰岩干旱山坡、疏林中、灌丛或河谷，目前尚未由人工引种栽培。